# فهرست شهرهای بلیز

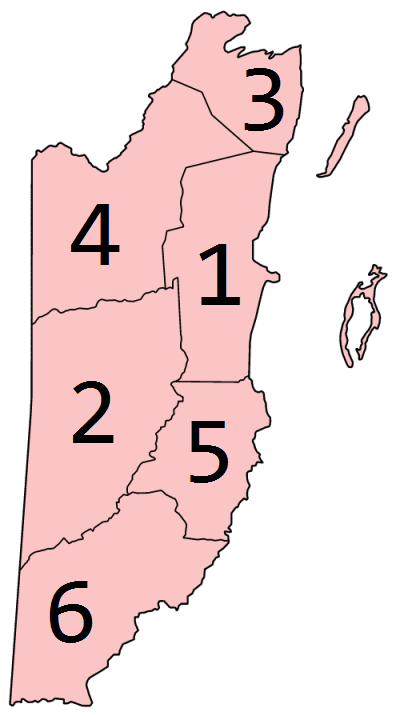
مناطق بلیز:
۱. منطقه بلیز
۲. منطقه کایو
۳. منطقه کورازال
۴. منطقه اورنج واک
۵. منطقه استن کریک
6. منطقه تولدو

بلیز به شش منطقه تقسیم می‌گردد که به شرح زیر است:
| منطقه           | شهر اصلی          | مساحت(km²) | مساحت (مایل‌مربع) | جمعیت (۲۰۰۵ تخمین) | ۲-حرف مختصر | ۳-حرف مختصر |
| --------------- | ----------------- | ---------- | ---------------- | ------------------ | ----------- | ----------- |
| منطقه بلیز      | منطقه بلیز        | ۴٬۲۰۴      | ۱٬۶۲۳            | ۸۷٬۰۰۰             | BZ          | BZD         |
| منطقه کایو      | سن ایگناسیو، بلیز | ۵٬۳۳۸      | ۲٬۰۶۱            | ۶۶٬۸۰۰             | CY          | CYO         |
| منطقه کورازال   | کوروزال تاون      | ۱٬۸۶۰      | ۷۱۸              | ۳۵٬۵۰۰             | CZ          | CZL         |
| منطقه اورنج واک | اورنج واک تاون    | ۴٬۷۳۷      | ۱٬۸۲۹            | ۴۷٬۰۰۰             | OW          | OWK         |
| منطقه استن کریک | دنگریا            | ۲٬۱۷۶      | ۸۴۰              | ۳۰٬۰۰۰             | SC          | SCK         |
| منطقه تولدو     | چونتا گوردا، بلیز | ۴٬۶۴۸      | ۱٬۷۹۵            | ۲۷٬۶۰۰             | TO          | TOL         |

## Belize's Largest Cities & Towns by Population
1. بلیز سیتی، BZ– ۷۰٬۸۰۰
2. اورنج واک تاون، OW– ۱۷٬۳۰۰
3. سن ایگناسیو، بلیز، CY– ۱۶٬۸۰۰
4. بلموپان، CY– ۱۳٬۵۰۰
5. دنگریا، SC– ۱۰٬۸۰۰
6. کوروزال تاون، CZ– ۸٬۹۰۰
7. سن پدرو تاون، BZ– ۸٬۵۰۰
8. بانک ویو دل کارمن، CY– ۷٬۲۰۰
9. پونتا گوردا، بلیز، TO– ۵٬۰۰۰

- Based on 2005 estimate.

## Principal Cities & Towns by District

### بلیز
- - بلیز سیتی (منطقه مرکزی)
  - برمودیان لندینگ
  - بارل بوم
  - کای کالکر
  - کروکد تری، بلیز
  - دابل هد کاببیج
  - گالز پوینت
  - هاتی‌وایل
  - لا دموکراسیا، بلیز
  - لیدی‌ وایل
  - لردز بانک
  - ماهوگانی هیتز
  - ماسکال
  - سند هیل، بلیز
  - سن پدرو تاون (در آمبرگریس کای)
  - سانتا، بلیز

### کایو

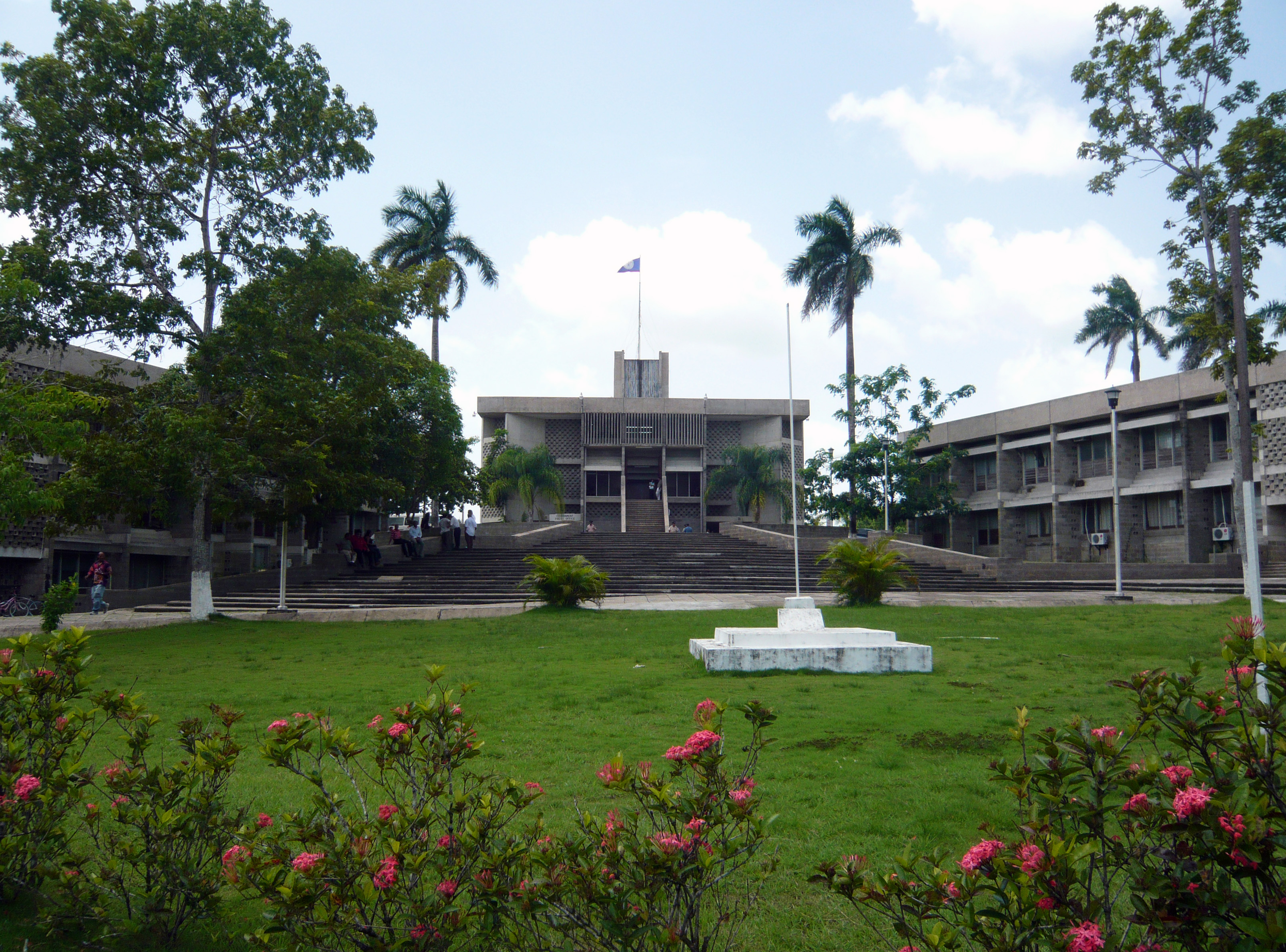
Parliament Building, بلموپان

- - بلموپان (مرکز منطقه بلیز)
  - بانک ویو دل کارمن
  - بلکمن ادی
  - بال تری فالز
  - کملوت
  - سنترال فارم
  - اسپرانزا، بلیز
  - لاس فلورس، بلیز
  - رورینگ کریک، بلیز
  - سن آنتونیو کایو
  - سن ایگناسیو تاون (مرکز منطقه)
  - سن خوزه ساکوتز
  - سانتا فامیلیا
  - اسپانیش لوک‌اوت
  - تیکتل، بلیز
  - ولی آو پیس، بلیز

### کوروزال

Downtown Corozal Town

- - بانا ویستا، بلیز
  - کلکوتا، بلیز
  - کالدونیا، بلیز
  - چانوکس
  - کانسیو
  - کوروزال تاون (مرکز منطقه)
  - لیبرتاد، بلیز
  - لیتل بلیز
  - لوئیس‌وایل، بلیز
  - پارایسو، بلیز
  - پاچاخان، بلیز
  - پروگرسو، بلیز
  - رانچیتو
  - سن نارسیو
  - سن جاکین
  - سن پدرو، کوروزال
  - سانتا النا، بلیز
  - سارتنیا
  - ژایب

### اورنج واک

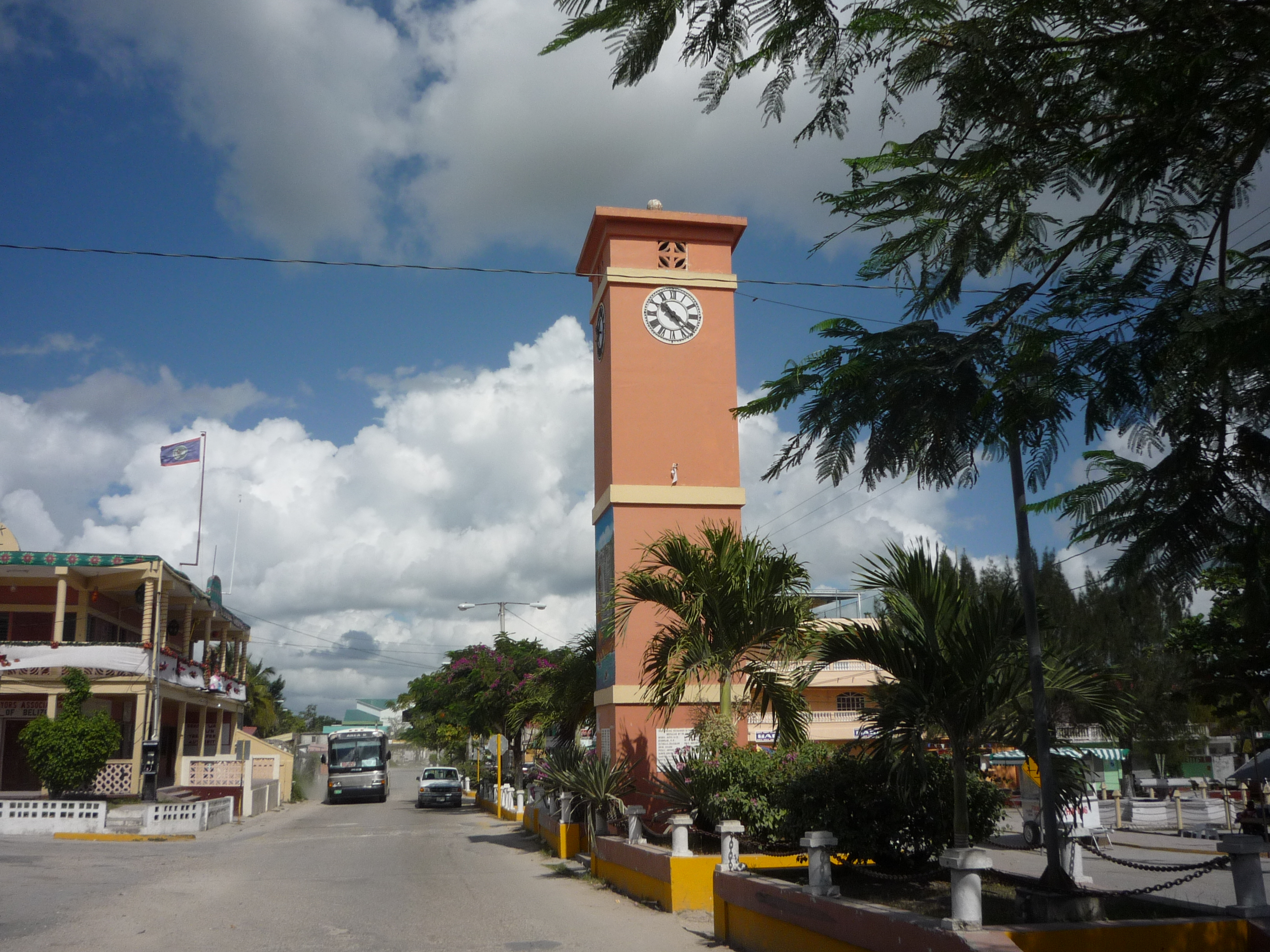
Main Square, Orange Walk Town

- - آگست پاین ریج
  - بلو کریک
  - کارملیتا، بلیز
  - شان پاین ریج
  - داگلاس، بلیز
  - گالن جاگ
  - گاینا گراس
  - ایندین چرچ
  - اورنج واک تاون (مرکز منطقه)
  - سن استیون، بلیز
  - سن فیلیپ، بلیز
  - سن خوزه، اورنج واک
  - سن خوزه پالمار
  - سن لازارو
  - سن پابلو، بلیز
  - سن رومن
  - سانتا مارتا
  - شیپیارد، بلیز
  - تاور هیل، بلیز
  - ترایل فارم، بلیز
  - ترینیداد، بلیز
  - یو کریک

### Stann Creek
- - آلتا ویستا، بلیز
  - بیگ کریک، بلیز
  - دنگریگا (مرکز منطقه)
  - هپ کریپ
  - هاپکینز، بلیز
  - ایندیپندنس، بلیز
  - مانگو کریک، بلیز
  - مایا سنتر
  - مایا موپان
  - ملیندا، بلیز
  - میدل‌سکس، بلیز
  - مالینز ریور
  - پلاسنسیا
  - پومونا، بلیز
  - ریورزدیل، بلیز
  - سان خوان بوسکو
  - ساراوی
  - سین بایت
  - سیلک گرس
  - سیتی ریور

### تولدو
- - آگوئاکیت
  - بارانسو
  - بلادن، بلیز
  - بیگ فالس، بلیز
  - بلو کریک
  - فورست هام، بلیز
  - گلدن استریم
  - ایندیان کریک
  - جاکینتو، بلیز
  - جالاسته
  - مانکی ریور تاون
  - اتوژا
  - پونتا گوردا، بلیز (مرکز منطقه)
  - سن آنتونیو، بلیز
  - سن بنیتو پوینت
  - سن پدرو کلمبیا
  - تولدو ستلمنت